# Penares sollasi
Penares sollasi är en svampdjursart som beskrevs av Thiele 1900. Penares sollasi ingår i släktet Penares och familjen Ancorinidae.
Artens utbredningsområde är havet kring Indonesien. Inga underarter finns listade i Catalogue of Life.